# Sebastian von Lodron
Sebastian Graf von Lodron (* 28. August 1601 in Concesio bei Brescia; † 4. September 1643 in Concesio) war Bischof von Gurk.

## Leben

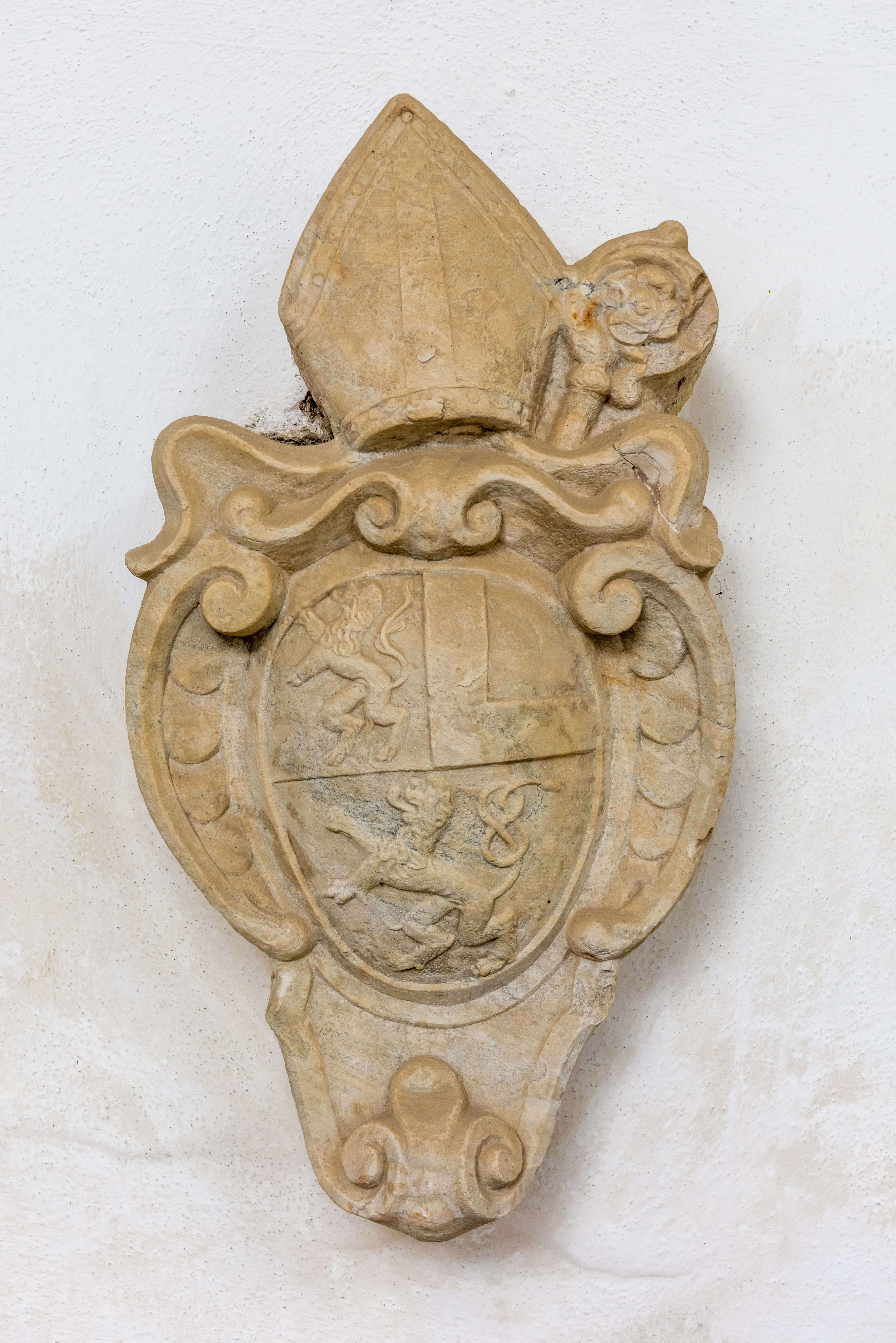
Wappenstein des Gurker Bischofs Sebastian Graf von Lodron (1630–1643)

Sebastian von Lodron wurde als Sohn von Hieronymus Graf von Lodron und dessen Gemahlin Julia de Zanetti in Concesio bei Brescia geboren. Durch seinen Verwandten, den Salzburger Erzbischof Paris von Lodron erhielt er am 5. Juni 1621 in der Pfarrkirche St. Maria in Villa Lagarina die niederen Weihen. Am 24. Juni 1624 wurde er Subdiakon, am 28. Juni Diakon und am 29. Juni zum Priester geweiht. Schon im folgenden Jahr 1625 erhielt er als 24-Jähriger von Papst Urban VIII. die Altersdispens zur Erlangung der Pfarre Santa Maria Lagarana.
Am 4. Februar 1626 wurde er Domherr in Salzburg, nachdem er auch bereits ein Kanonikat an der Kathedrale von Trient erhalten hatte. Der Papst hatte ihm auch das Privileg erteilt, diese beiden Kanonikate sowie die Pfarre Santa Maria, ein Familienpatronat der Grafen von Lodron, behalten zu dürfen, sollte er einst die Bischofswürde erlangen.
1625 wurde er Geheimer Rat des Kaisers und zwei Jahre später Geheimer Rat und Oberstkämmerer Erzherzog Leopold Wilhelms, Bischof von Passau, eines Sohnes Kaiser Ferdinands II.
1630 wurde er von Kaiser Ferdinand II. zum Bischof von Gurk ernannt. Da er durch seine Dienste beim Bischof von Passau verhindert war, nahm Bischof Lodron durch einen Stellvertreter Besitz von seiner Kathedrale in Gurk. Erst 1631 zog Lodron persönlich in seine Residenz in Straßburg ein. Den Gurker Dompropst Max von Altringen ernannte er zum Administrator seines Bistums.
Der Kaiser bemühte sich in Rom um die Verlängerung für die Erlaubnis, wonach Bischof Lodron als Oberstkämmerer des Passauer Bischofs von seiner Residenzpflicht dispensiert bleibe. Bischof Lodron hielt sich in dieser Zeit somit sehr selten in seiner Diözese, sondern eher in Wien, auf.
Am 4. September 1643 starb der Bischof während eines Besuchs bei seiner Familie in Concesio und wurde in der dortigen Familiengruft beigesetzt. Sein jüngerer Bruder Franz folgte ihm als Bischof von Gurk.